# Karlanda kyrka
Karlands kyrka tillhör Holmedal-Karlanda församling och Karlstads stift

## Kyrkobyggnaden
Kyrkan ligger i hemmanet Bjärn och byggdes 1776–1778 och ersatte då en medeltida träkyrka, rest 1480, som låg i hemmanet Stommen ungefär en kilometer norr om den nuvarande. En del virke från den gamla kyrkan togs tillvara när den revs 1777 och bräder med fragment av takmålningar finns bevarade i kyrkan. Nuvarande kyrka har en stomme av natursten och består av rektangulärt långhus med tresidigt kor i öster och torn i väster. Norr om koret finns en vidbyggd sakristia. Långhuset har ett valmat sadeltak som ursprungligen varit täckt med spån, men är nu täckt av rektangulära skifferplattor. Kyrkorummet täcks av trätunnvalv.

## Inventarier
Från gamla kyrkan har man hämtat:
- Dopfunten av täljsten är från 1200-talet.
- Altardekorationen och ljuskronan från 1733–1746.
- Två kyrkklockor (en från 1200-talet och en från 1724).

## Orgel
- Innan orgeln som byggdes 1951 använde man ett harmonium.
- 1951 byggde Lindgrens orgelbyggeri en orgel som är pneumatisk. Den har fria och fasta kombinationer.

| Huvudverk I  | Svällverk II  | Pedal        | Koppel   |
| Principal 8’ | Rörflöjt 8’   | Subbas 16’   | I/P      |
| Gedackt 8’   | Salicional 8’ | Oktava 8’    | II/P     |
| Oktava 4’    | Principal 4’  | Gedackt 8'   | II/I     |
| Oktava 2’    | Gemshorn 2’   | Oktava 4'    | II 16'/I |
| Mixtur 4 kor | Nasard 2 2⁄3' | Nachthorn 2' | II 4'/I  |
| Trumpet 8'   | Waldflöjt 2'  |              | II 4'/P  |

### Webbkällor
- Kyrkor i Karlstads stift Del II, Utgiven av Värmlands Museum och Karlstads stift, 2008, ISBN 91-85224-72-3